# 우찰레 조약
우찰레 조약(이탈리아어: Trattato di Uccialli, 암하라어: የውጫሌ ውል)은 에티오피아 제국과 이탈리아 왕국 사이에 체결된 조약이었다. 이 조약은 1889년 5월 2일 이탈리아의 에리트레아 점령 이후 에티오피아 황제를 자처하던 셰와의 메넬리크 2세 국왕과 이탈리아를 대표하는 피에르토 안토넬리 백작 사이에 체결되었다. 조약은 에티오피아의 작은 마을 우찰레에서 서명되었으며, 이 마을의 이름을 따서 조약의 이름이 지어졌다. 이 조약의 목적은 양국 간의 우호와 무역을 증진하는 것이었다. 이 조약은 두 제국 간의 긍정적이고 지속적인 관계를 유지하기 위한 것이었다. 이 조약은 암하라어와 이탈리아어 두 가지 언어로 20개 조항으로 작성되었지만, 이탈리아어 버전과 암하라어 버전 사이에 현저한 차이가 있었고, 이는 양국 간의 오해를 불러일으켰다. 특히, 조약의 제17조는 에티오피아와 이탈리아에 의해 다르게 번역되고 해석되었다. 이탈리아는 이 조항이 에티오피아에 대한 보호령을 부과한다고 주장한 반면, 에티오피아는 이 조항이 국제 외교를 이탈리아를 통해 선택적으로 수행할 수 있도록 허용한다고 주장했다. 메넬리크 2세가 1893년 이 조약을 비난하자, 이탈리아는 제1차 이탈리아-에티오피아 전쟁에서 에티오피아에 보호령을 강제하려고 시도했고, 이 전쟁은 아두와 전투에서 이탈리아의 패배와 그 결과로 아디스아바바 조약으로 끝났다.

## 배경
조약이 체결될 무렵, 유럽의 식민지화는 아프리카에서 크게 확장되고 있었다. 에티오피아 국경을 접하고 있는 에리트레아와 소말리아의 광대한 영토는 이탈리아의 점령 하에 있었다. 이탈리아는 에티오피아를 식민지화하여 영토를 확장하기를 원했다. 에티오피아의 메넬리크 2세 황제는 이에 강력히 저항했고, 대신 조약을 체결하는 데 동의했다. 그는 에티오피아의 독립 보장과 이탈리아로부터의 재정 및 군사적 지원을 대가로 에티오피아의 일부 영토를 이탈리아에 양도했다.

## 조항
조약 제1조는 에티오피아 황제와 이탈리아 국왕 및 그들의 후계자 사이에 평화가 있을 것임을 명시한다.
제2조는 각 국가가 다른 국가에 표준 유럽 관습에 따라 보호되는 "영사, 대리인 및 영사관 직원"을 임명할 수 있음을 명시한다.
제3조는 이탈리아의 통제 하에 있던 에리트레아 지역과 에티오피아 지역 사이에 영구적인 경계선을 설정했다. 각 제국의 통제 하에 있는 지역을 명시하고 각 제국의 영토 한계를 표시했다. 고원 지역은 에티오피아와 이탈리아 사이의 경계가 된다. 라팔리에서 하일라이, 세게네이티는 이탈리아의 통제 하에 있다. 보고스 전선에서는 아디 네파스, 아디 완스는 이탈리아의 통제 하에 있다. 이 마을들은 수평적으로 경계를 획정한다.
제4조, 제5조, 제6조는 이탈리아 지역 구역에 위치한 특정 지역, 즉 데브라 비젠 수도원과 에리트레아의 마사와에 초점을 맞추었다. 제4조는 데브라 비젠 수도원은 에티오피아 정부의 통제 하에 유지되지만 군사 목적으로 사용될 수 없다고 명시했다. 제5조는 에티오피아가 마사와를 통해 상품을 수입하거나 수출할 때 8%의 항만세를 지불해야 한다고 명시했다. 제6조는 에티오피아 황제가 마사와를 통해 군대를 무료로 운송할 수 있다고 명시했다.
제7조는 양국 간의 여행 및 무역 교환이 허용됨을 선언했다.
제8조와 제9조는 에티오피아 영토의 사람들이 이탈리아 영토에 있을 때 가지는 권리와 그 반대의 경우에 초점을 맞추었다. 제8조는 에티오피아 및 이탈리아 영토의 사람들이 서로의 영토에 있을 때 동일한 권리를 행사한다고 말했고, 제9조는 이 사람들이 있는 영토에서 종교를 자유롭게 행사할 수 있다고 명시했다.
제10조는 에티오피아 및 이탈리아 영토 거주자 간의 분쟁을 다루었고, 이러한 분쟁은 양 영토의 대표자들에 의해 해결되어야 한다고 명시했다.
제11조는 에티오피아 거주자가 이탈리아 영토에서 사망하거나 그 반대의 경우, 그의 재산은 그가 속한 영토에 주어질 것이라고 명시했다.
제12조와 제13조는 범죄를 다루었다. 제12조는 범죄를 저지른 사람은 범죄를 저지른 장소와 관계없이 자신의 영토에서 재판을 받는다고 명시했으며, 제13조는 양 제국의 왕들이 범죄 기록이 있는 사람들을 인도할 의무가 있다고 언급한다.
제14조에 따르면, 에티오피아 황제는 자신의 영토에서 노예 제도와 노예 거래를 퇴치하기 위한 어떠한 조치도 취할 권리가 있었다. 메넬리크 2세는 노예 제도에 반대했고, 이 조항은 에티오피아 지역에서 노예 제도가 시행되지 않을 것이라는 보장이었다.
제15조는 에티오피아의 모든 영토에서 조약을 유효하게 했다.
제16조는 조약의 향후 변경에 관한 규칙과 제한을 설정했다. 이는 5년 후에 변경될 수 있으며, 변경 전에 1년 전에 통지해야 하며, 경계에 관한 조항은 변경될 수 없다고 명시했다.
제17조는 아래에서 자세히 다루듯이 에티오피아어 버전과 이탈리아어 버전에서 다르게 작성되었다.
제18조는 에티오피아 황제가 제3국이나 이탈리아에 특권을 제공해야 할 경우 이탈리아 국민에게 우선권을 줄 것이라고 명시했다.
제19조는 조약이 두 언어로 작성될 것이며, 두 버전 모두 동일한 정보를 제시할 것이라고 명시했다.
제20조는 이 조약이 승인될 것임을 명시했다.

## 분쟁
이탈리아인들에 따르면, 오해는 동사의 오역 때문이었는데, 이 동사는 암하라어에서는 허용적인 절을, 이탈리아어에서는 의무적인 절을 형성했다. 조약의 암하라어 버전에서 제17조는 "에티오피아의 왕 중의 왕이신 폐하께서는 다른 강대국이나 정부와의 모든 업무를 위해 이탈리아 국왕 폐하의 정부를 이용할 수 있다"고 명시한다. 이 버전에 따르면, 에티오피아 황제는 외교 관계를 수행하기 위해 이탈리아 정부를 사용하는 데 선택권을 부여받았고 의무가 아니었다; 따라서 암하라어 버전은 에티오피아에 상당한 자율성을 부여했으며, 이탈리아를 통해 제3국과 소통할 수 있는 선택권을 주었다. 반면에 이탈리아어 버전은 에티오피아가 모든 외교 업무를 이탈리아 당국을 통해 수행해야 한다고 명시하여, 사실상 에티오피아를 이탈리아의 보호령으로 만들었다. 메넬리크 2세는 이를 지지하지 않았고 이탈리아의 보호를 거부했다. 그러나 1889년 10월, 이탈리아인들은 다른 모든 유럽 정부에 우찰레 조약으로 인해 에티오피아가 이제 이탈리아의 보호령이 되었으므로 다른 유럽 국가들은 에티오피아와 외교 관계를 맺을 수 없다고 통보했다. 에리트레아에 대한 주장을 여전히 유지하던 오스만 제국과 정교회 국가가 로마 가톨릭 국가에 종속되는 것을 싫어하던 러시아를 제외하고, 모든 유럽 강대국들은 이탈리아의 보호령 주장을 받아들였다. 이 불일치를 해결하지 못하자, 조약은 결국 1894년에 메넬리크 2세에 의해 비난되었고, 이탈리아는 1895년에 에티오피아를 침공했다. 아두와에서 전투가 벌어졌고 이틀 만에 에티오피아의 승리로 끝나 독립을 지켰다.

## 내용주
1. 1 2 3  “Text of Wuchale Treaty”. 《1889 Ethio-Italian Treaty》. Horn Affairs. 2011년 8월 17일. 2019년 12월 2일에 확인함.
2. ↑  Ayele, Negussie. "Adwa 1896: Who was Civilized & Who was Savage?" Ethiopian Review, vol. 7, no. 2, 30 April 1997, pp. 50. ProQuest 198708282.
3. ↑  “Treaty of Wichale, Italy-Ethiopia [1889]”. 《Encyclopedia Britannica》. 2019년 12월 2일에 확인함.
4. ↑  Stalder, Helmut (2020). 《Verkannte Visionäre》 (독일어).  NZZ Libro. 76쪽. ISBN 978-3-907291-21-4. 2022년 8월 20일에 확인함.
5. ↑  Stern, W. B. (1936). 《The Treaty Background of the Italo-Ethiopian Dispute》. 《The American Journal of International Law》 30. 193쪽. doi:10.2307/2191086. ISSN 0002-9300. JSTOR 2191086. S2CID 147220726.
6. ↑  〈2. Listing toward Adwa〉, 《The Battle of Adwa》, Harvard University Press, 2011, 23–33쪽, doi:10.4159/harvard.9780674062795.c3, ISBN 978-0-674-06279-5
7. ↑  Johnson (2013년 4월 2일). “Languages of Diplomacy: Towards a Fairer Distribution”. 《The Economist》.
8. ↑  “Q9. What is the Wichale Sememenet? Did Menelik sell or lose Eritrea, as they say? or did Menelik save Ethiopia because [sic] of it?”. 《Ethiopians》. 2019년 12월 4일에 확인함.
9. ↑  Discussions include Chris Prouty 1986, Empress Taytu and Menilek II, Trenton, NJ: The Red Sea Press, pp. 70–99; Marcus G. Harold 1995, The Life and Times of Menelik II: Ethiopia 1844–1913, Trenton: The Red Sea Press, pp. 111–34; and Hatem Elliesie 2008, Amharisch als diplomatische Sprache im Völkervertragsrecht, Aethiopica (International Journal of Ethiopian and Eritrean Studies), 11, Wiesbaden: Harrassowitz, pp. 235–44.
10. 1 2 3  Rubenson, Sven (1964). 《The Protectorate Paragraph of the Wichale Treaty》. 《The Journal of African History》 5. 243–83쪽. doi:10.1017/S0021853700004837. ISSN 1469-5138. JSTOR 179872.
11. ↑  “Gale-Institution Finder”. 《Gale apps》. 2019년 12월 4일에 확인함.

## 더 읽어보기
- Carlo Giglio 1965, "Article 17 of the Treaty of Uccialli" in Journal of African History VI, 2 pp. 221–235.
- Paulos Milkias, Getachew Metaferia 2005: The Battle of Adwa: Reflections on Ethiopia's Historic Victory Against European Colonialism, Algora, ISBN 0-87586-415-5.
- Sven Rubenson 2003, "Chapter V: Trials of Strength with Egypt and Italy" in The Survival of Ethiopian Independence, Hollywood: Tsehai.